# Al-Ghafir
Al-Ghafir (língua árabe: سورة غافر) O Remissório é a quadragésima sura do Alcorão com 85 ayat.